# Acrolophus bifurcata
Acrolophus bifurcata är en fjärilsart som beskrevs av August Busck 1914. Acrolophus bifurcata ingår i släktet Acrolophus och familjen Acrolophidae. Inga underarter finns listade i Catalogue of Life.